# Palazzo del Governo (Cosenza)

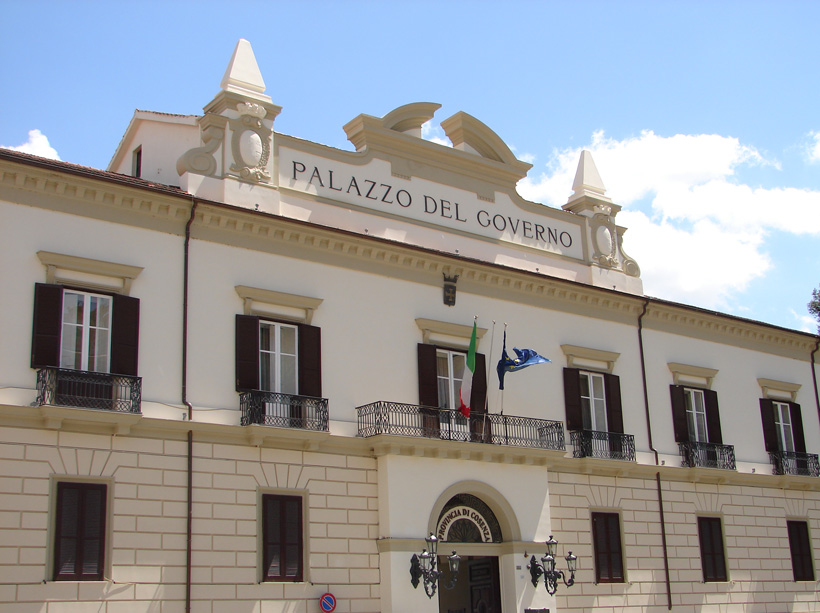
Palazzo del Governo in Cosenza

Der Palazzo di Governo ist ein klassizistischer Palast aus den 1840er Jahren im historischen Zentrums von Cosenza in der italienischen Region Kalabrien. Er liegt an der Piazza XV Marzo, 5 und ist Sitz der Provinzregierung von Cosenza.

## Geschichte und Beschreibung

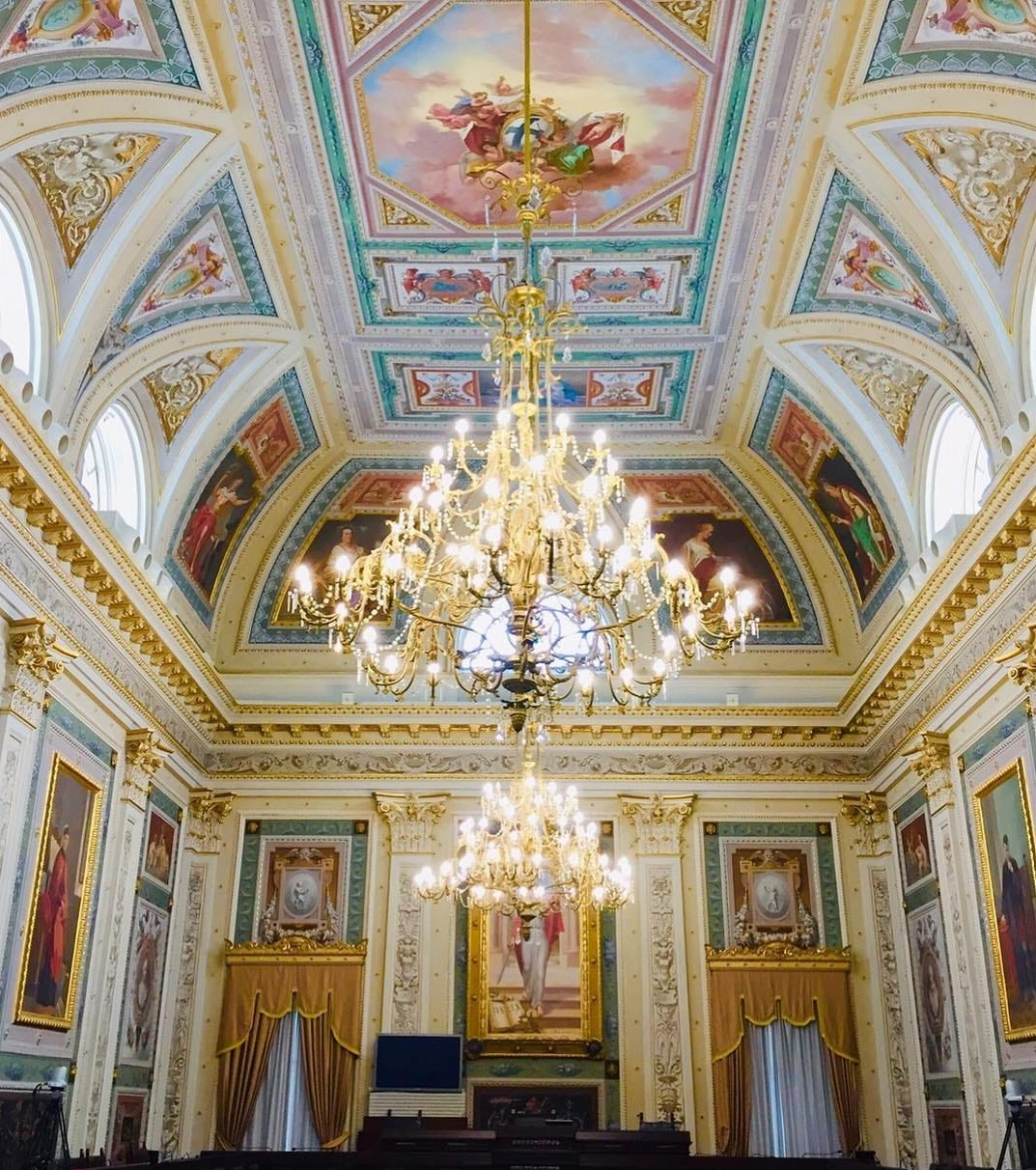
Im Palazzo del Governo in Cosenza

Der Palast wurde zwischen 1844 und 1847 im klassizistischen Stil auf den Grundmauern des Klosters Santa Maria di Costantinopoli erbaut. Dieses hatte 1711 der Erzbischof Andrea Brancaccio auf den Resten eines Adelspalastes aus dem 15. Jahrhundert errichten lassen. Von diesem frühen Adelspalast sind Spuren des ursprünglichen Kerns, sowie die Reste von drei Altären, in den Kellern des heutigen Palastes erhalten. Der Erzbischof wollte ein Frauenkloster und eine neue Kultstätte, eine der Heiligen Maria von Konstantinopel geweihte Kirche, schaffen, in der das Madonnenbild aus der Kirche San Giovanni Gerosolomitano verehrt werden konnte, das in Cosenza als wundertätig galt.
1807, nach dem französischen Einmarsch, der Enteignung der Kultstätten und der Auflösung der religiösen Orden, wurde das Kloster für militärische Zwecke umgebaut und diente als Kaserne für die Soldaten. Zwischen 1815 und 1820 wurde das ehemalige Kloster unter der Leitung des königlichen Bauingenieurs Alessandro Villacci des Corpo di Ponti e Strade di Napoli restauriert und wurde Sitz der Intendenza di Calabria Citeriore und des Provinzialarchivs.
Der Palast erhielt sein heutiges Aussehen in den 1840er Jahren durch Intendente De Sangro, der die Umbau- und Erhaltungsarbeiten und die Nutzungsänderung des Gebäudes leitete, das Sitz der Provinzpräfektur wurde. Die Umbauarbeiten veränderten das ursprüngliche Gebäude und umfassten die Errichtung neuer Räumlichkeiten in klassischer Architektur; insbesondere wurden zwei große Innenhöfe auf verschiedenen Ebenen, eine Monumentaltreppe als Zugang zum Obergeschoss und eine geräumige Galerie für öffentliche Festlichkeiten geschaffen.
Am 2. Januar 1861 wurde das Gebäude als Sitz der Provinzregierung von Cosenza eröffnet.
Die zentrale Fassade des Gebäudes zur Piazza XV Marzo teilt sich in zwei Bereiche, die sich durch den Einsatz verschiedener Materialien unterscheiden; das Erdgeschoss erinnert an die Tradition des 16. Jahrhunderts und ist mit Bossenwerk verkleidet, während das Obergeschoss eine glatt verputzte Oberfläche zeigt. Das Eingangsportal springt leicht vor und stützt den breiten Balkon im Obergeschoss; dieses Arrangement erinnert an die architektonische Tradition der Adelspaläste im 16. Jahrhundert.

### Innenräume
Im Inneren des Palastes gibt es wertvolle Gemälde und verschiedene Fresken im Ratssaal, die von den Brüdern Enrico und Federico Andreotti stammen, die 1879 aus Florenz nach Cosenza kamen, um die Säle des Palastes anlässlich der Ankunft von Umberto I. von Savoyen und Margarethe von Savoyen zu dekorieren. Insbesondere im Saal IV dreht sich alles um die Fresken, die Dante und Machiavelli als bedeutende Repräsentanten Italiens, sowie Kaiser Friedrich II. und Roger I. von Sizilien, darstellen, die Momente großen Glanzes für die Stadt und das südliche Italien symbolisieren. Das Genie der Provinz ist dagegen durch vier Medaillons repräsentiert, umgeben von allegorischen Darstellungen mit den Gemälden zu Ehren vierer Persönlichkeiten aus Cosenza, die sich durch hervorragende Resultate in den Wissenschaften hervorgetan haben: Bernardino Telesio in der Philosophie Antonio Serra in der Wirtschaft, Giovanni Vincenzo Gravina in der Literatur und Gaetano Argento in der Rechtsprechung. Der Stil der Dekorationen erinnert an die Tradition des 16. Jahrhunderts, kombiniert mit neoklassizistischen Themen und dem romantisch-naturalistischen Stil des 19. Jahrhunderts. Die Synthese mit der erreichten künstlerischen Qualität führt zu einem der besten künstlerischen und architektonischen Beispiele in Süditalien.
Im Innenhof findet man eine Büste von König Viktor Emanuel II.